# Cannaregio
Cannaregio (italiensk udtale: [kannaˈredʒo] italiensk udtale: [kannaˈredʒo]) er den nordligste af de seks historiske sestieri (distrikter) i Venedig. Det er det næststørste landområde målt på areal og den største målt på befolkningstal med 13.169 personer i 2007. 
Isola di San Michele, den historiske kirkegårdsø, er forbundet med distriktet. 

## Historie
Cannaregio-kanalen, som var hovedruten til byen, indtil opførelsen af et jernbaneled til fastlandet, gav distriktet sit navn (Canal Regio er italiensk for Konglig Kanal).  Udviklingen i området begyndte i det 11. århundrede, da området blev drænet og parallelle kanaler blev oprenset.  Selv om elegante palazzos blev bygget ud mod Canal Grande, voksede området primært med arbejderklassehuse og -produktion.I begyndelsen af 1516 var jøder begrænset til at leve i den venetianske ghetto, som blev omsluttet af bevogtede porte, og ingen fik lov at forlade Ghetto'en fra solnedgang til daggry. Jøderne havde, på trods,  succesfulde stillinger i byen som handlende, læger, pengeudlånere og  i andre forretninger.  Begrænsninger af det daglige jødiske liv fortsatte i mere end 270 år, indtil Napoleon Bonaparte erobrede Den Venetianske Republik i 1797.  Han fjernede portene og gav alle beboere frihed til at leve hvor de ville. 
I det 19. århundrede byggede civilingeniører en gade ved navn Strada Nuova gennem Cannaregio, og en jernbanebro og vejbro blev bygget for at forbinde Venedig direkte til Venedigs fastland.  I dag er områderne i bydelen langs Canal Grande fra togstationen til Rialto-broen pakket af turister, men resten af Cannaregio er præget af private boliger og relativt fredelig med morgenmarkeder, kvarterbutikker og små caféer. 

## Hovedseværdigheder
- Ponte delle Guglie
- Ponte dei Tre Archi
- Venezia Santa Lucia banegård
- Venetianske ghetto
- Sacca della Misericordia
- Ca 'd'Oro
- Palazzo Labia
- Ca 'Vendramin Calergi :
- Isola di San Michele

## Kirker
- Santa Maria di Nazareth , kendt som Chiesa degli Scalzi
- Santa Maria dei Miracoli
- Madonna dell'Orto
- San Canciano
- San Geremia
- Sant'Alvise
- San Giovanni Crisostomo
- Abbazia della Misericordia